# Elaphoglossum × adulterinum
Elaphoglossum × adulterinum là một loài dương xỉ trong họ Dryopteridaceae. Loài này được Lorence mô tả khoa học đầu tiên năm 1984.